# Andy Williams (futbolista)
Andrew "Andy" Williams (Toronto, Ontario, Canadá, 23 de septiembre de 1977) es un exfutbolista canadiense nacionalizado jamaicano. Jugaba en la posición de mediocampista derecho y su último equipo en su carrera fue el Real Salt Lake de la Major League Soccer. 

## Clubes
| Club                   | País           | Año       |
| ---------------------- | -------------- | --------- |
| Real Mona FC           | Jamaica        | 1997      |
| Harbour View           | Jamaica        | 1998      |
| Columbus Crew          | Estados Unidos | 1998-1999 |
| Miami Fusion           | Estados Unidos | 2000      |
| New England Revolution | Estados Unidos | 2001-2002 |
| MetroStars             | Estados Unidos | 2002      |
| Chicago Fire           | Estados Unidos | 2003-2004 |
| Real Salt Lake         | Estados Unidos | 2005-2011 |

## Palmarés

### Campeonatos nacionales
| Título                   | Club           | País           | Año  |
| ------------------------ | -------------- | -------------- | ---- |
| Lamar Hunt U.S. Open Cup | Chicago Fire   | Estados Unidos | 2003 |
| MLS Supporters' Shield   | Chicago Fire   | Estados Unidos | 2003 |
| MLS Cup                  | Real Salt Lake | Estados Unidos | 2009 |

### Copas internacionales
| Título          | Club (*)             | País     | Año  |
| --------------- | -------------------- | -------- | ---- |
| Copa del Caribe | Selección de Jamaica | Barbados | 2005 |
| Copa del Caribe | Selección de Jamaica | Jamaica  | 2008 |

(*) Incluyendo la selección
- Datos: Q2719655